# لوكا بافلوفيتش
لوكا بافلوفيتش هو مدرب كرة قدم كرواتي، ولد في 10 مايو 1963 في شابلينا في البوسنة والهرسك.